# Zombor Ferenc
Zombor Ferenc (Miskolc, 1967. június 7. –)  jogász. Szakterületei az emberi jogok, az adatvédelem és a környezetvédelmi jog.

## Pályafutása
1993-ban a Miskolci Egyetemen jogászi képesítést, majd 1994-ben a brüsszeli Európai Jogelméleti Akadémián mesterdiplomát szerzett. 1993 és 1996 között a Miskolci Egyetemen, 1998 és 2000 között pedig a Pázmány Péter Katolikus Egyetemen tanított jogszociológiát és jogelméletet. 2003 óta tagja a Jogi Szakvizsga Bizottságnak.
1993 és 1995 között az Alkotmánybíróságon dolgozott személyi titkárként. Ezt követően az Ombudsmani Hivatalban kezdett el dolgozni, ahol 1998 és 1999 között előbb helyettes vezetőként, majd 2000-től 2002-ig főosztályvezetőként irányította az Adatvédelmi Főosztályt. 2003 és 2007 között az Ombudsmani Hivatal Nemzetközi Főosztályát vezette. 2007-től egyéni ügyvédként dolgozott, majd visszatért az Ombudsmani Hivatalba. 2010 nyarától 2011. december 31-ig a Közigazgatási és Igazságügyi Minisztérium EU és nemzetközi igazságügyi együttműködésért felelős helyettes államtitkára volt. 2012. január 1-jétől 2012 tavaszáig az Alapvető Jogok Biztosának Hivatala főtitkára volt.
2008 januárjában őt jelölte Sólyom László köztársasági elnök adatvédelmi ombudsmannak, ám az Országgyűlés nem választotta meg.

## Díjai
- 2000: Magyar Köztársasági Ezüst Érdemkereszt
- 2011: A Magyar Köztársasági Érdemrend tisztikeresztje polgári tagozat[3]